# Gabriel Ringlet
Gabriel Ringlet, né le 16 avril 1944, à Pair (Clavier) dans le Condroz, est un écrivain, poète, prêtre et théologien belge, membre de l’Académie royale de Belgique, et connu pour ses positions iconoclastes sur certains sujets de sociétés, l’euthanasie, le mariage des prêtres, l’ordination des femmes ou la pédophilie.

## Biographie
Prêtre catholique depuis 1970, il a été journaliste dans le quotidien socialiste des métallurgistes liégeois La Wallonie, et professeur émérite de journalisme et d'ethnologie de la presse à l'université catholique de Louvain.
Il y a exercé la fonction de vice-recteur aux affaires étudiantes de 1988 à 2001 ; ensuite de pro-recteur aux affaires régionales et culturelles dans cette même université (2001 - 2008). Il a été admis à l'éméritat le 1er octobre 2008.

## Engagements

### Culture wallonne
Gabriel Ringlet figure parmi les signataires du Manifeste pour la culture wallonne de 1983. Il a été élu à l'Académie royale de langue et de littérature françaises de Belgique, le 8 novembre 2008, en remplacement du poète Roger Foulon.

### Laïcité
En 2010, à la suite des affaires de pédophilie dans l'Église belge et de la polémique autour du nouvel archevêque de Malines-Bruxelles, Gabriel Ringlet encourage les valeurs de la laïcité en Belgique pour mieux être en connexion avec le message du Christ. Il manifeste en mars 2013 son désaccord avec cette décision définitive de Jean-Paul II dans sa lettre apostolique Ordinatio Sacerdotalis du 22 mai 1994, sur le sacerdoce féminin : « Bien que la doctrine sur l'ordination sacerdotale exclusivement réservée aux hommes ait été conservée par la Tradition constante et universelle de l'Église et qu'elle soit fermement enseignée par le Magistère dans les documents les plus récents, de nos jours, elle est toutefois considérée de différents côtés comme ouverte au débat, ou même on attribue une valeur purement disciplinaire à la position prise par l'Église de ne pas admettre les femmes à l'ordination sacerdotale. C'est pourquoi, afin qu'il ne subsiste aucun doute sur une question de grande importance qui concerne la constitution divine elle-même de l'Église, je déclare, en vertu de ma mission de confirmer mes frères (cf. Lc 22,32), que l'Église n'a en aucune manière le pouvoir de conférer l'ordination sacerdotale à des femmes et que cette position doit être définitivement tenue par tous les fidèles de l'Église. »

## Autres prises de position

### Benoît XVI
Après la renonciation du pape Benoît XVI, il exprime dans les médias son avis critique envers lui, dénonçant son intransigeance sur la doctrine tout en saluant sa décision de renoncer à sa charge.

### Euthanasie
Il s'exprime sur l'euthanasie dans Ceci est ton corps. Journal d’un dénuement (2008), et Vous me coucherez nu sur la terre nue. Au sujet des affaires de pédophilie dans l’Eglise belge, il rejoint les conclusions du rapport Sauvé sur la “responsabilité systémique” de l’Eglise.

### Franc-maçonnerie
Il prend position pour un dialogue avec la franc-maçonnerie en participant à diverses rencontres et conférences sur le sujet. Il déclare notamment: "Chrétiens et francs-maçons sont-ils condamnés à se tourner éternellement le dos ou, au contraire, ont-ils bien plus de choses à se dire qu’on ne l’imagine si souvent ?"

### Libération conditionnelle de Michelle Martin
Fin août 2012, dans le cadre du débat lié à la libération conditionnelle de Michelle Martin, ex-épouse et complice de Marc Dutroux, il prend position en faveur de celle-ci et rend hommage au courage des sœurs clarisses de Malonne, qui ont accepté d'accueillir celle-ci au sein de leur communauté.

### Monseigneur Léonard
Il critique monseigneur Léonard pour ses positions sur l'avortement, et le sida ainsi que sur sa gestion des affaires de pédophilie au sein de l'Église catholique. Il l'encourage également à démissionner.

### Opus Dei
Alors vice-recteur de l'UCL, il s'oppose à l'implantation de la prélature de l'Opus Dei dans les logements de l'université, arguant que "le message de l'Opus Dei est aux antipodes de la mission de l'UCL."

### Ordination des femmes
Il est un fervent partisan de l'ordination des femmes, estimant que l'Eglise doit urgemment réviser sa position à leur égard.

### Organisation État Islamique
Tout en critiquant fortement l'organisation terroriste État islamique, il fait part de son opposition aux mesures sécuritaires prise par l'État Belge contre celui-ci, estimant qu'elles sont contre-productives.
Il déclare également que Daech ne connaît rien à l'islam.

## Distinctions
- 2012 :  Officier du Mérite wallon (O.M.W.)
- 2017 : docteur honoris causa de l'université de Liège[10]

## Ouvrages
- Le mythe au milieu du village : comprendre et analyser la presse locale, éd. Vie ouvrière, Bruxelles, 1981. :: publication de sa thèse de doctorat sur l'étude de l'édition de Huy de Vers l'Avenir à partir de laquelle l'auteur tire des conclusions sur la presse locale en Wallonie et dans les pays de langue française.
- Dieu et les journalistes, Éditions Desclée de Brouwer, 1982  (ISBN 978-2718902258)
- La Puce et les lions : le journalisme littéraire, avec Lucien Guissard, De Boeck Université, 1988  (ISBN 978-2804110406)
- Ces chers disparus : essai sur les annonces nécrologiques dans la presse francophone, éd. Albin Michel, Paris, 1992  (ISBN 978-2226060785)
- Dialogue et liberté dans l’Église, avec Jacques Gaillot, Desclée de Brouwer, 1995  (ISBN 978-2220037059)
- Écrire au quotidien : pratiques du journalisme, avec Frédéric Antoine, Jean-François Dumont, Benoit Grevisse et Philippe Marion, Avo Communication, coll. « Chronique sociale », 1995
- Éloge de la fragilité, Albin Michel, 1996  (ISBN 978-2226154408)
- Un peu de mort sur le visage : la traversée d'une femme, Desclée de Brouwer, coll. « Littérature ouverte », 1997  (ISBN 978-2220041063)
- L'évangile d'un libre penseur : Dieu serait-il laïque ?, éd. Albin Michel, Paris, 1998  (ISBN 2-226-10530-1) prix de littérature religieuse[11] 1999
- La résistance intérieure, RTBF Alice, coll. L’intégrale des entretiens Noms de Dieux d'Edmond Blattchen, 1999  (ISBN 978-2930182100)
- Ma part de gravité : un itinéraire entre Évangile et actualité, éd. Albin Michel, Paris, 2002  (ISBN 978-2226134257)
- Chemin de spiritualité : jeunes en quête de sens, avec Luc Albarello, Armand Beauduin, Guy Haarscher, Henri Madelin et Guy Rainotte, Desclée de Brouwer - Racine, 2003  (ISBN 978-2220052601)
- Prières glanées, illustrées par Jacques Aubelle, Albin Michel, 2003  (ISBN 978-2873562687)
- Les trois arbres, avec Danielle Oh, Mediaspaul, 2005  (ISBN 978-2712209445)
- Et je serai pour vous un enfant laboureur... Retourner l'Évangile, Albin Michel, 2006  (ISBN 978-2226149176)
- Ceci est ton corps : journal d'un dénuement, éditions Albin Michel, Paris, 2008  (ISBN 978-2-226-18295-1)
- Entre toutes les femmes, avec Mannick, éditions Desclée de Brouwer, Bruxelles, 2011  (ISBN 978-2220063225)
- Effacement de Dieu : la voie des moines-poètes, Albin Michel, 2013  (ISBN 978-2226246523)
- Vous me coucherez nu sur la terre nue, Albin Michel, 2015  (ISBN 978-2226316356)
- Va où ton cœur te mène, Albin Michel, 2021[3]